# Новофёдоровка (Пологовский район)
Новофёдоровка (укр. Новофедорівка) — село,
Инженерненский сельский совет,
Пологовский район,
Запорожская область,
Украина.

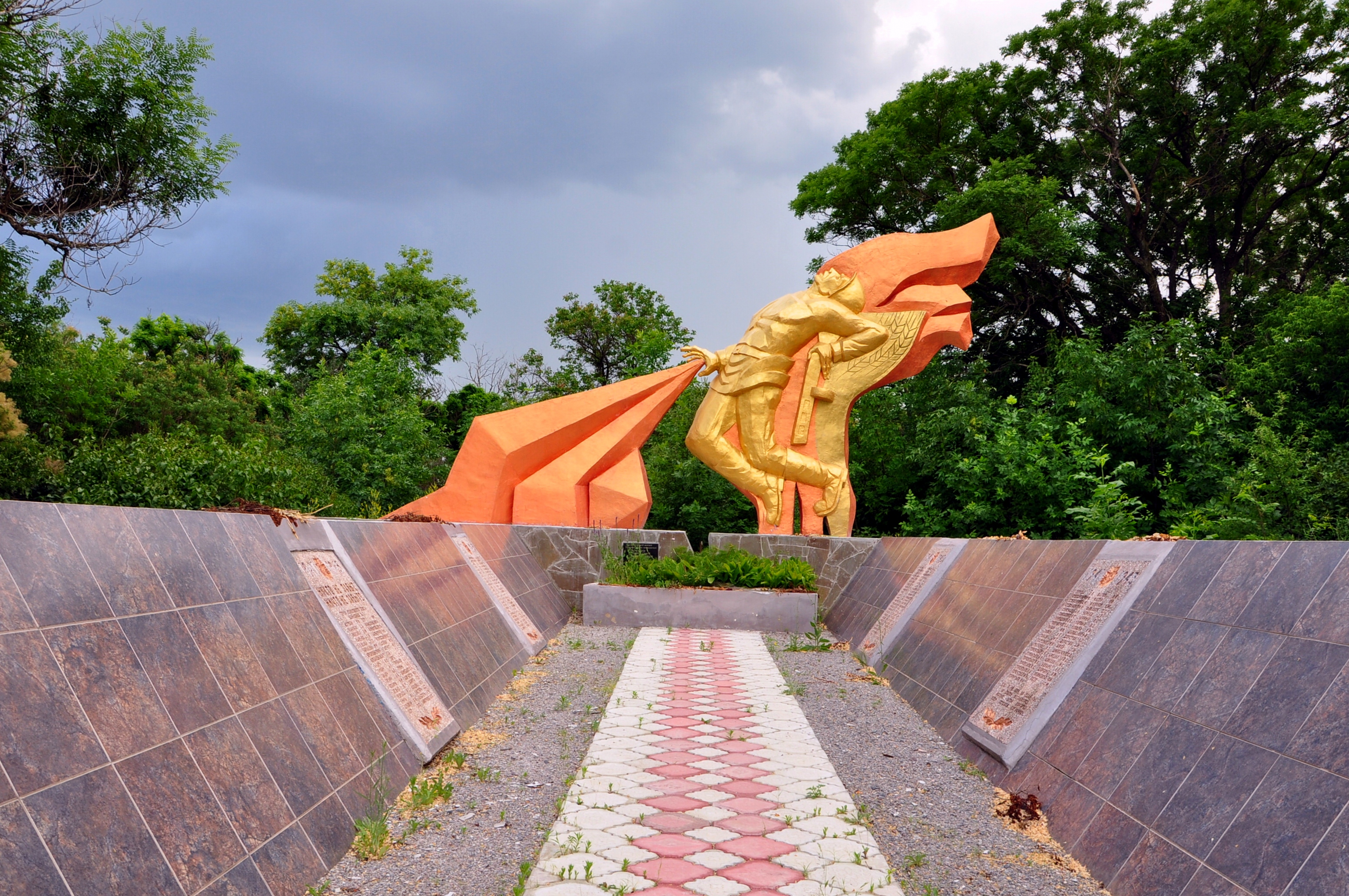
Мемориал на братской могиле З380-74

Код КОАТУУ — 2324281904. Население по переписи 2001 года составляло 447 человек.

## Географическое положение
Село Новофёдоровка находится на левом берегу реки Малая Токмачка,
выше по течению на расстоянии в 0,5 км расположено село Тарасовка,
на противоположном берегу — село Павловское.
Рядом проходит автомобильная дорога Т-0803.

## История
- 1880 год — дата основания как хутор Ольгополе.
- В 1918 году переименовано в хутор Ивановка.
- В 1923 году переименовано в село Новофёдоровка.